# Scooby-Doo e Krypto!
Scooby-Doo e Krypto! (Scooby-Doo! and Krypto, too!) è un film animato per DVD e streaming del 2023 diretto da Cecilia Aranovich basato sui personaggi di Scooby-Doo.
Il film viene pubblicato negli Stati Uniti d'America in streaming e DVD il 26 settembre 2023. In Italia viene trasmesso in prima TV assoluta il 1º gennaio 2024 su Cartoon Network.

## Trama
Dopo l'improvvisa e misteriosa scomparsa della Justice League, Lois Lane e Jimmy Olsen indagano nella Sala della giustizia ma vengono cacciati da un fantasma. Chiedono aiuto agli esperti della Mystery Incorporated, che faticano a raggiungerli a causa della massa di supercriminali che ha invaso Metropolis. Una volta arrivati alla Sala della giustizia, la banda incontra Lex Luthor, il suo cane Rex e la sua assistente Mercy Graves. La Mystery Incorporated decide allora di allearsi con il super-cane Krypto per indagare sulla scomparsa della Justice League.

## Continuità
Si tratta del 35º film d'animazione direct-to-video di Scooby-Doo della serie principale, preceduto da Scooby-Doo! contro i Gul.